# 光子工作室群
光子工作室群（英文名：LIGHTSPEED STUDIOS）是中國廣東省深圳市腾讯游戏旗下的 IEG（互动娱乐事业群）的四大工作室群之一。由量子工作室、光速工作室、QQ游戏棋牌团队等合并升级而来。光子工作室群以“打造未来游戏生态，用心服务全球玩家”为愿景，在棋牌游戏、休闲游戏、MMORPG、战术射击游戏等多游戏品类中专注研发精品游戏，全球产品总注册人数超14亿。

## 历史
2014年10月9日，腾讯互娱自研游戏组织体系进行重大调整，原八大工作室琳琅天上、天美艺游、卧龙、量子、光速、魔方、北极光和五彩石重组为20个工作室，隶属4个工作室群。其中，成立光子工作室群，负责光子工作室群自主研发游戏产品的开发和运营。下设：逍遥游工作室、欢乐游戏工作室、天玑智趣工作室、光速工作室、天行工作室、量子工作室。原量子工作室、光速工作室相关职责和人员并入光子工作室群下各个工作室。
2020年7月，腾讯宣布在美国加州开设全新的游戏工作室LightSpeed LA，将专注于制作3A级（AAA (电子游戏产业)）大型游戏，该工作室是腾讯在海外建立的首个游戏开发工作室，隶属于光子工作室群。
2021年6月30日，光子工作室群官方宣布在美国加州成立第二个AAA (电子游戏产业)级游戏工作室Uncapped Games。
2021年9月24日，光子工作室群与Respawn Entertainment达成合作，共同打造《Apex 英雄 M》。
2022年6月13日，腾讯光子工作室官方新浪微博宣布全球品牌升级，更新品牌标志并正式启用全新的海外品牌名称LIGHTSPEED STUDIOS，此外还正式成立了“光宙映像”和“光子探索实验室”两个子品牌。
2024年11月12日，腾讯光子工作室宣布成立光子日本工作室（LightSpeed Japan Studio），将在东京和大版设立公司。光子日本工作室由前卡普空制作人伊津野英昭担任负责人。

## 组织架构
国内游戏工作室
光速工作室、量子工作室、S工作室、逍遥游工作室、欢乐游戏工作室、天玑智趣工作室、R工作室、BST创想中心
海外游戏工作室
Lightspeed LA、Uncapped Games、LightSpeed Japan Studio

## 社会公益
光子工作室群扶贫助力重庆彭水自治县
2020年4月，腾讯与重庆市彭水苗族土家族自治县展开了扶贫合作。腾讯游戏光子工作室群利用旗下游戏及线上流量优势，帮助当地销售农产品。5月8日，光子工作室群联合新华社全媒编辑中心，通过流行的“直播带货”形式对彭水苗族土家族自治县展开扶贫专场直播。
光子工作室群还把当地特色建筑、服装、刺绣等文化元素植入《和平精英》及《欢乐斗地主》《欢乐麻将》等游戏内容中，展示当地苗族传统文化及多元文化特色，助力其文化传播，提高旅游关注度。
光子公益智慧的力量
《智慧的力量》由騰訊遊戲光子工作室群旗下腾讯棋牌主办，从2015年开始举办，作为国内最大的棋牌巅峰盛事，凝聚棋牌行业发展分析、棋牌电竞、慈善活动一体，一起与业界探讨棋牌行业与科技、竞技、责任等方面的发展。
2015年，旗下产品开展“你对局，我捐助”公益互动，用户每积满50个智慧金币，即相当于为孩子们争取了1元钱善款。
2017年，腾讯棋牌联手北京师范大学社会发展与公共政策学院家庭与儿童研究中心、芭莎公益慈善基金（时尚芭莎机构旗下公益组织）共同发布社会责任项目——“SMART LOVE（智爱）”游戏治疗室，通过棋牌等游戏媒材，利用“智慧的互动”，帮助孩子们获得更好的社会适应性、情绪调节能力和智力发展。

## 旗下游戏

### 行動裝置
- 《全民小鎮》
- 《全民枪王》（已停服）
- 《节奏大师》
- 《最强NBA》
- 《英雄殺》
- 《絕地求生：刺激戰場》（已停服）
- 《PUBG Mobile》
- 《和平精英》
- 《全民超神》（已停服）
- 《Apex 英雄 M》（已停服）
- 《最终幻想XIV：水晶世界》

### 客戶端遊戲
- 《斗战神》
- 《幻想世界》
- 《QQ华夏》
- 《Last Sentinel》